# Publio Calpurnio Lanario
Publio Calpurnio Lanario  fue un político y militar romano del siglo I a. C. perteneciente a la gens Calpurnia, famoso por haber sido objeto de un fraude.

## Carrera pública
Probablemente hijo de Publio Calpurnio, un triunviro de la moneda del año 133 a. C., sirvió en el consilium de Cayo Annio, a quien Sila había ordenado que expulsara a Quinto Sertorio de Hispania. Habiendo sido detenido en los pasos de los Pirineos por Lucio Livio Salinator, Lanario urdió una estratagema por la que logró flanquear la posición de Salinator, atacarlo por sorpresa y matarlo mientras trataba de retirarse del combate. Plutarco, por su parte, indica que Lanario mató a traición a Salinator, insinuando que era un desertor de sus filas.

## Fraude y juicio
Cicerón cuenta que Lanario compró a Tito Claudio Centumalo una casa en el monte Celio. Al poco tiempo, recibió un comunicado de los augures en el que le ordenaban que derribara una parte del edificio porque impedía que estos tomasen correctamente los augurios desde el auguráculo. Tras la demolición, Lanario supo que el propio Centumalo había recibido el mismo comunicado y que se había apresurado a vender para evitar pérdidas. Lanario demandó a Centumalo por conducta desleal y el juez del caso, Marco Porcio Catón (padre de Catón de Útica), sentenció a favor de Lanario y condenó a Centumalo a resarcir los daños causados a Lanario porque conocía de antemano la orden de los augures y no la declaró.